# Атанас Джамот
Атанас Богоев Мицев, известен и като Джамот, е български революционер, деец на Вътрешната македоно-одринска революционна организация.

## Биография
Атанас Мицев е роден в прилепското село Прилепец, тогава в Османската империя. Влиза във ВМОРО в 1901 година, заклевайки се пред Даме Груев и Анастас Лозанчев. Мицев става легален ръководител, сетне нелегален деец в четите на Петър Ацев, Толе Паша, Кръсте Гермов и Даме Йотов и Порлудов.
След окупацията на Вардарска Македония от Сърбия от пролетта на 1914 до 1915 година е войвода в Мариово, Прилепско. Формира чета в навечерието на Великден 1914 година от група прилепски младежи, забягнали с оръжие в ръка. Четата води многочасово сражение с преследваща я потеря при Сарикаски рид. Иван Пепелюгов и Димко от Кърстец от четата убиват сърбоманския войвода Вангел Скопянчето. След нарастването на четата с нови бегълци от сръбската армия, командването ѝ е поето от Даме Попов.
Лежи в затвора две години след 1921 година. През 1924 година е интерниран в град Пожаревац. Поддържа българския дух в Мариовско и полето до идването на българското управление във Вардарска Македония през Втората световна война.
Взема лично участие при завързалата се престрелка срещу комунистическия партизански отряд „Гьорче Петров“, проявил се в манастира „Свети Никола“ в Прилепец на 20 декември 1942 година, за което му е изказана похвала и благодарност със заповед номер 8 от 5 януари 1943 година.
През 1943 година подава молба за българска народна пенсия.
След края на Втората световна война новата власт го следи непрекъснато и го поставя сред съмнителните лица, заподозрян като предател на групата партизани, загинали край манастира „Свети Никола" над село Прилепец. Заловен е и отведен в село Ореов дол заедно с други пленници, заподозрени в „реакционерство“ и „предателство“.
Той е спасен от наказание от един от партизаните, който при сблъсъка край Прилепец се спасява и успява да избяга ранен преди преследването. Петко Велкоски също е роден в Прилепец. С изказването си: „Не си играйте с народа, знаем кой ни предаде, приберете човека сигурно до вкъщи!“.
Джамов е осъден на затвор след разрива между Тито и Сталин. Както твърди неговият племенник Павле Богоески, Атанас Джамот е бил следен като командир на някаква армия, задържан е и след това е осъден на 6 години затвор, от които излежава 5,5 години. Внукът му Павле смята, че вероятно е излежал присъдата си в град Парачин.
Атанас Джамот завършва живота си в планината над Селце край местността Скала, когато един ден през 1957 година отива да събира дърва с добитъка си и не се връща. Тялото на стария войвода е намерено от Тоде от село Селце. Полицаите извикали синовете на Атанас - Марко и Георги, и ги убеждават, че това е инцидент. Тялото на войводата, въпреки че е било в планината 3 до 4 месеца, е намерено непокътнато, цяло.
Атанас има два сина Марко Атанасов Мицев (1912 - 2001) и Георги Атанасов Мицев. Син му Георги Атанасов Мицев през Втората световна война служи като български войник в 3/18 граничен подучастък.